# Dominic Demeritte
 Dominic Demeritte (Nassau, 22 februari 1978) is een Bahamaans atleet, die is gespecialiseerd in de 100 m en vooral de 200 m. Tweemaal nam hij deel aan de Olympische Spelen, maar bleef medailleloos. Demeritte werd eenmaal wereldindoorkampioen op de 200 m. Hij werd viermaal Bahamaans kampioen op de 100 m en zevenmaal op de 200 m.

## Biografie
Op de Olympische Spelen van 2000 in Sydney liep Demeritte in de eerste ronde een tijd van 21,47 s op de 200 m, waarmee hij zesde eindigde in zijn reeks en meteen uitgeschakeld werd. Samen met Renward Wells, Iram Lewis en Wellington Saunders Whymms nam Demeritte ook deel aan de 4 x 100 m. Met een tijd van 39,57 eindigden ze vierde in hun reeks, zodat ze meteen uitgeschakeld werden.
Drie jaar later, op het WK Indoor, liep Demeritte naar een bronzen medaille in een tijd van 20,92 s. Later dat jaar sneuvelde Demeritte in de halve finales van het WK outdoor.
In 2004 liep Demeritte naar zijn beste prestatie: in Boedapest won hij de 200 m op het WK Indoor in een nieuw nationaal record van 20,66. Datzelfde jaar nam hij opnieuw deel aan de Olympische Spelen. Demeritte won zijn reeks, maar werd nadien uitgeschakeld in de kwartfinales van de 200 m.

## Titels
- Bahamaans kampioen 100 m – 2001, 2002, 2003, 2004
- Bahamaans kampioen 200 m – 1999, 2000, 2001, 2002, 2003, 2004, 2005

## Persoonlijke records
Outdoor
| Onderdeel | Prestatie | Datum         | Plaats   |
| --------- | --------- | ------------- | -------- |
| 100 m     | 10,26 s   | 21 juni 2003  | Freeport |
| 200 m     | 20,21 s   | 22 juni 2002  | Nassau   |
| 400 m     | 47,28 s   | 16 maart 2002 | Auburn   |

Indoor
| Onderdeel | Prestatie | Datum        | Plaats    |
| --------- | --------- | ------------ | --------- |
| 200 m     | 20,66 s   | 7 maart 2004 | Boedapest |

## Palmares

### 200 m
- 2002: 4e Gemenebestspelen – 20,21
- 2003:  WK Indoor – 20,92 s
- 2003: 8e in ½ WK – 20,71 s
- 2004: 6e in ¼ fin. OS – 20,61 s
- 2004:  WK Indoor – 20,66 s
- 2004: 6e Wereldatletiekfinale – 20,81 s